# Rhodothyrsus hirsutus
Rhodothyrsus hirsutus är en törelväxtart som beskrevs av Hans-Joachim Esser. Rhodothyrsus hirsutus ingår i släktet Rhodothyrsus och familjen törelväxter. Inga underarter finns listade i Catalogue of Life.